# Leisha Hailey
Leisha Hailey (Okinawa, 11 juli 1971) is een Amerikaanse muzikant en actrice.

## Muziek
Leisha groeide op in Nebraska en studeerde in New York aan de American Academy of Dramatic Arts. Samen met Heather Grody, wie ze op de academie had leren kennen, vormde ze het rockduo The Murmurs. Na een periode waarin ze met name in New York hadden gespeeld, verhuisden ze naar Los Angeles. Daar brachten ze een aantal albums uit, waarvan Blender (1998) het meest succesvol was. Een aantal nummers van deze plaat werd geproduceerd door k.d. lang met wie Leisha enige jaren een relatie had. Leisha vormde de inspiratie voor k.d.'s album Invincible Summer uit 2000. In 2001 doopten Hailey en Grody The Murmurs om tot Gush. Leisha maakt nu deel uit van de groep UH HUH HER, samen met zangeres Camila Grey. Hun eerste album heet Common reaction. Naar verluidt hebben ze nu ook een tweede album af, maar de releasedatum is nog niet bekend.

## Acteerwerk
Als actrice was Leisha Hailey te zien in de film All over me (1997) waarin ze getypecast was als lesbische rockchick. In hetzelfde jaar speelde ze een kleine gastrol in de coming-out-aflevering The Puppy Episode van de comedyserie Ellen van Ellen DeGeneres. Vanaf 2004 speelt ze een van de hoofdrollen in de dramaserie The L Word. Deze serie gaat over het dagelijks leven van een groep lesbische vrouwen in L.A.. Als enige lesbische actrice in de cast (voor zover bekend) speelt ze de biseksuele freelance journalist Alice Pieszecki. Door deze rol heeft ze een grote schare fans in lesbische kringen, wat blijkt uit het feit dat ze de AfterEllen.com Hot 100 List aanvoert, die in 2007 door de site werd samengesteld op basis van een stemming onder lezeressen.

## Filmografie
Televisieserie:
- Boy Meets World - als Corinna Colins (Afl. Shallow Boy, 1996)
- Ellen - als Vrouw in Homo Bar (Afl. The Puppy Episode: Part 2, 1997)
- Grey's Anatomy - als Claire Solomon (Afl. Break on Through, 2006)
- The L Word - als Alice Pieszecki (70 afleveringen, 2004-2009)
- Maneater - als Harriet (Afl. Part 2, 2009)
- Drop Dead Diva - als Hope Prentiss (Afl. Will & Grayson, 2010)
- CSI: Crime Scene Investigation - als Dana Carlston/Allison Bradford (2 afleveringen, 2006-2010)
- American Dad! - als Jessica/Lisa Silver/Vrouwenclub meisje/Lily (4 afleveringen, 2007-2011)
- The New Normal - als Victoria (Afl. The Godparent Trap, 2012)
- Constantine - als Lannis's Vrouw (Afl. The Darkness Beneath, 2014)

Film:
- All Over Me - als Lucy (1997)
- Some Girl - als The Murmurs (1998)
- Sleeping Beauties - als Sno Blo Band (1999)
- Size 'Em Up - als Clea Shapiro (2001)
- The Snowflake Crusade - als Marigold (2002)
- La Cucina - als Shelly (2007)
- Make Up - als Shelley Cabot (2009)
- Fertile Ground - als Emily Weaver (2011)

Televisiefilm:
- The Farm - als Alice Pieszecki (2009)